# Jeep Patriot and the Way-Beyond Trail
Jeep Patriot and the Way-Beyond Trail es un videojuego de aventura de navegador desarrollado y publicado por la agencia de publicidad Organic. Fue lanzado el 15 de marzo de 2007. El juego se lanzó como publicidad de la Jeep Patriot de 2007.
Esta película interactiva contó (ya no está disponible para jugar) una historia retorcida de aventuras y un fracaso abyecto ambientada en los mismos bosques rurales que prestaron su amenaza exótica a la película "Deliverance".

## Argumento
Gary, Srini y Jodi son tres hipsters urbanos algo despistados (que también aparecen en comerciales de televisión no interactivos como parte de la misma campaña publicitaria) cuya astuta elección de vehículo (el Jeep Patriot 2007 de DaimlerChrysler), no obstante, los deja bien equipados para una serie de desventuras. fuera de los caminos trillados cuando Gary revela un viejo mapa del tesoro familiar alrededor de una fogata. El espectador es el cuarto miembro del equipo y puede tomar decisiones informando qué dudosa decisión los cuatro deciden tomar a continuación en busca del tesoro escondido.

## Jugabilidad
La aventura contiene 44 secciones diferentes y, aunque un recorrido perfecto puede exponer al jugador a tan solo 10 de ellas, es posible llegar al final "bueno" por una ruta escénica mucho más tortuosa. Algunas características excepcionales de esta película interactiva incluyen representar una foto de perfil enviada por el usuario en una tarjeta de identificación en la película y notificar a un "contacto de emergencia" al llegar a un final indeseable para desafiarlos y ver si pueden hacerlo mejor.